# (144898) 2004 VD17
(144898) 2004 VD17 — небольшой околоземный астероид из группы аполлонов, который характеризуется крайне вытянутой орбитой, из-за чего, в процессе своего движения вокруг Солнца, он пересекает помимо земной орбиты ещё и орбиты двух соседних планет: Венеры и Марса. Он был открыт 7 ноября 2004 года в рамках проекта по поиску астероидов LINEAR в обсерватории Сокорро.

Орбита астероида 2004 VD17 и его положение в Солнечной системе

Астероид, получивший обозначение (144898) 2004 VD17, имеет диаметр, по оценкам специалистов, равный 580—1200 метров, и массу, судя по яркости, около одного миллиарда тонн. В случае падения на Землю он вызовет образование кратера около 10 км в поперечнике. На данный момент вероятность столкновения этого астероида с Землёй, по расчётам астрономов, равна 1 к 63000. Ближайшее тесное сближение произойдёт 1 мая 2032 года, — тогда астероид пролетит на расстоянии в 3 млн км (0,02 а. е.) от Земли. Наибольшую опасность он будет представлять примерно в 2102 году, когда ожидается наиболее тесное сближение.

## Сближения
| дата             | а. е.    | расстояний до Луны | небесное тело |
| ---------------- | -------- | ------------------ | ------------- |
| 04.05.1932 13:17 | 0,037289 | 14,5               | Земля         |
| 15.07.1943 2:03  | 0,033640 | 13,1               | Венера        |
| 22.05.1945 9:21  | 0,046900 | 18,3               | Венера        |
| 05.11.1954 18:24 | 0,034440 | 13,4               | Земля         |
| 01.05.2032 22:37 | 0,020990 | 8,18               | Земля         |
| 07.11.2041 14:43 | 0,013074 | 5,09               | Земля         |
| 06.05.2067 5:49  | 0,041325 | 16,1               | Земля         |
| 02.05.2102 20:53 | 0,037582 | 14,6               | Земля         |
| 07.05.2148 7:21  | 0,043799 | 17,1               | Земля         |
| 05.05.2196 7:00  | 0,009167 | 3,57               | Земля         |
| 05.05.2196 7:27  | 0,006941 | 2,70               | Луна          |